# Goffredo Petrassi

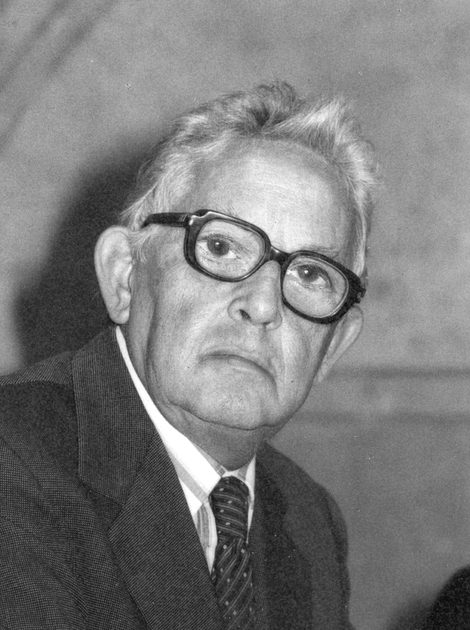
Goffredo Petrassi.

Goffredo Petrassi, född 16 juli 1904 i Zagarolo, Italien, död 3 mars 2003 i Rom, var en italiensk kompositör och dirigent.

## Biografi
Petrassi började vid 15 års ålder arbeta i en musikaffär för att bidra till sin familjs ekonomiska behov, och blev fascinerad av musik. År 1928 började han på Santa Cecilia-konservatoriet i Rom för att studera orgel och komposition. År 1934 uppförde kompositören Alfredo Casella  Petrassis Partita för orkester vid ISCM-festivalen i Amsterdam.
Senare blev Petrassi musikalisk ledare för operahuset La Fenice, och från 1959 undervisade han i komposition vid Santa Cecilia-konservatoriet och vid Mozarteum i Salzburg. Petrassi hade många kända studenter, däribland Franco Donatoni, Aldo Clementi, Cornelius Cardew, Ennio Morricone, Karl Korte, Norma Beecroft, Mario Bertoncini, Ernesto Rubin de Cervin, Eric Salzman, Kenneth Leighton, Peter Maxwell Davies, Michael Dellaira, Armando Santiago, och Richard Teitelbaum. Petrassi dog i Rom vid en ålder av 98 år.

## Musik
Petrassis tidiga verk var en del av ett försök av flera italienska kompositörer för att skapa en nationell "italiensk" återstart inom klassisk musik, vilket motsvarar det romantiska arbetet av tyskar som Richard Wagner. Under denna tid var hans arbete av karakteristisk nyklassicistisk stil, influerad av Bartók, Hindemith  och Stravinskij.
Under senare år, ledde Petrassis öppna musikaliska sinne och spontana personlighet honom till att experimentera med olika post-Webernianska influenser och ett brett utbud av poetiska material, från latinska hymner till Ariosto's La Follia d'Orlando och Cervantes Ritratto di Don Chisciotte. Alla dessa influenser är närvarande i en anmärkningsvärd serie av åtta stycken Konsert för orkester som han komponerade mellan slutet av 1930-talet och slutet av 1970.
Petrassi, som räknas bland samtidens ledande italienska tonsättare, slutade komponera 1986 på grund av en allt mer försämrad syn.